# Кардивач
Кардивач (рус. Кардывач) је глацијално језеро смештено на северозападним обронцима Великог Кавказа, на југозападу Краснодарског краја Руске Федерације, недалеко од границе са Абхазијом. Са површином од 0,133 км² друго је по величини језеро у покрајини. Налази се на око 44 км југоисточно од варошице Краснаја Пољана и административно је део Адлерског рејона града Сочија. 
Језеро је смештено у котлинском удубљењу окруженом високим планинским врховима планинског система Великог Кавказа (Лојуб 2.970 м на западу, Циндишха 3.140 м на северу и југу и Кутехеку на југоистоку) на надморској висини од 1.838 m. Са севера кроз уску котлину у језеро се улива река Горња Мзимта која свој ток почиње нешто северније у језеру Горњи Кардивач на надморској висини од 2.472 метра, у зони изнад снежне границе. Највећа отока је река Мзимта која из језера истиче на његовом југозападном делу, и која се након 89 км тока улива у Црно море код града Сочија. Максимална дужина језера је око 520 m, ширина до 360 m, са највећом дубином од 17 m. 
Језеро је глацијалног порекла и настало је на месту где је чеона морена два глечера која су се спуштала са околних планина формирала терминални басен. У прошлости језеро је било знатно већих димензија, али је због интензивне ерозије велики део његових вода отекао ка Црном мору.
Језеро се налази у склопу Западног Кавказа који се од 1999. налази на Унесковој листи светске баштине.
У језеру не обитавају рибље врсте пошто 15 високи водопад који се налази на реци Мзимта спречава поточне пастрмке из реке да се населе у водама језера. 